# Martin Shaw
Pour les articles homonymes, voir Shaw.
Martin Shaw, né le 21 janvier 1945 à Birmingham (Angleterre), est un acteur britannique.

## Biographie
Il débute au théâtre à la fin des années 1960. En 1969, il tient un rôle secondaire mais régulier dans la série Docteurs en Folie. En 1977, c'est le tournant : choisi par la production de la dernière mouture de Chapeau melon et bottes de cuir (celle du trio Steed-Purdey-Gambit) pour le rôle principal de l'épisode "Obsession", il fait bonne impression et est de nouveau retenu par le producteur Brian Clemens (commun aux deux séries) pour le rôle de "Ray Doyle", après le refus initial de l'acteur Jon Finch. Le succès des Professionnels lui apporte la célébrité internationale même s'il dira ensuite avoir détesté ce rôle qu'il jugeait violent et sans épaisseur. En 1981, après quatre ans de bons et loyaux services, il retrouve les planches et laisse de côté la télévision jusque dans les années 1990 où il revient dans quelques séries mais sans réel écho. Il faut attendre 2000 et la série Judge John Deed pour que Martin Shaw retrouve un rôle régulier ainsi que le succès outre-Manche.
De 2007 à 2017, il joue le rôle de George Gently dans la série Inspecteur George Gently.

## Filmographie

### Cinéma
- 1971 : Macbeth de Roman Polanski : Banquo
- 1974 : Le Voyage fantastique de Sinbad : Rachid
- 1975 : Sept hommes à l'aube de Lewis Gilbert : Karel Čurda
- 1983 : Le Chien des Baskerville : Sir Henry Baskerville
- 2017 : 6 Days de Toa Fraser : Dellow

### Télévision
- 1976 : Chapeau melon et bottes de cuir (série télévisée, épisode Obsession) : Larry
- 1977 - 1983 : Les Professionnels (série télévisée) : Raymond Doyle
- 1993 - 1995 : The Chief (en) (série télévisée) : Chef Constable Alan Cade
- 2001 - 2007 : Judge John Deed (série télévisée) : Juge John Deed
- 2007 - 2017 : Inspecteur George Gently (série télévisée) : George Gently
- 2008 - 2008 : "Apparitions" (série télévisée) : Père Jacob Myers
- 2010 : Hercule Poirot (série télévisée, épisode Drame en trois actes) : Sir Charles Cartwright